# Manfred Schindler
Manfred Schindler (* 23. Februar 1935 in Grimma; † 18. Januar 2016 in Brandenburg) war ein deutscher Designer.

## Leben und Werk
Schindler absolvierte von 1950 bis 1952 eine Lehre als Kerammaler. Von 1952 bis 1955 studierte er an der Fachschule für angewandte Kunst Heiligendamm und anschließend bis 1960 in Berlin an der Hochschule für bildende und angewandte Kunst Formgestaltung. Zu seinen Kommilitonen gehörten u. a. Clauss Dietel und Lutz Rudolph.
Von 1960 bis 1966 arbeitete Schindler als Formgestalter im VEB Mechanische Spielwaren Brandenburg. Er war der erste Diplom-Formgestalter, den der Betrieb beschäftigte. Dabei entwarf er für die Serienproduktion insbesondere ein ganzes Sortiment außerordentlich kindgerechter, realitätsnaher, funktionsfähiger und belastbarer Spiel-Fahrzeuge.
Von 1967 bis 1970 war er als Wissenschaftlicher Mitarbeiter Sektorenleiter für Glas und Keramik am Zentralinstitut für Gestaltung in Berlin, von 1970 bis 1972 Leiter der Abteilung Forschung und Entwicklung im VEB Mechanische Spielwaren Brandenburg und von 1972 bis 1973 Abteilungsleiter im VEB Umweltgestaltung und Bildende Kunst Potsdam. Danach arbeitete er ab 1973 als freischaffender Designer.
Schindler machte sich auch einen Namen als Gestalter von Kinderspielplätzen, u. a. eines besonders großen und attraktiven für den VEB Stahl- und Walzwerk Brandenburg. 1973 entwarf er mit Ursula Wünsch (* 1946) eine Art Modellspielplatz mit vielen Spielgeräten.
Schindler war Mitglied des Verbands Bildender Künstler der DDR und leitete die Arbeitsgruppe Kinderumwelt in der Sektion Formgestaltung/Kunsthandwerk des Verbands.

## Ausstellungen (unvollständig)
- 1958, 1972/1973, 1977/1978 und 1987/1988: Dresden, Vierte Deutsche Kunstausstellung und VII., VIII. und X. Kunstausstellung der DDR
- 1976: Cottbus („Kunsthandwerk der Bezirke Frankfurt/Oder, Potsdam und Cottbus“)